# Belsk Duży (village)
Pour les articles homonymes, voir Belsk Duży.
Belsk Duży  (prononciation : [ˈbɛlsk ˈduʐɨ]) est un village polonais de la gmina de Belsk Duży dans le powiat de Grójec de la voïvodie de Mazovie dans le centre-est de la Pologne.
Il se situe à environ 5 kilomètres au sudd-ouest de Grójec (siège du powiat) et à 45 km au sud de Varsovie (capitale de la Pologne).
Il est le siège administratif de la gmina de Belsk Duży.

## Histoire
De 1975 à 1998, le village appartenait administrativement à la voïvodie de Radom.